# Dschuma-Moschee (Taschkent)

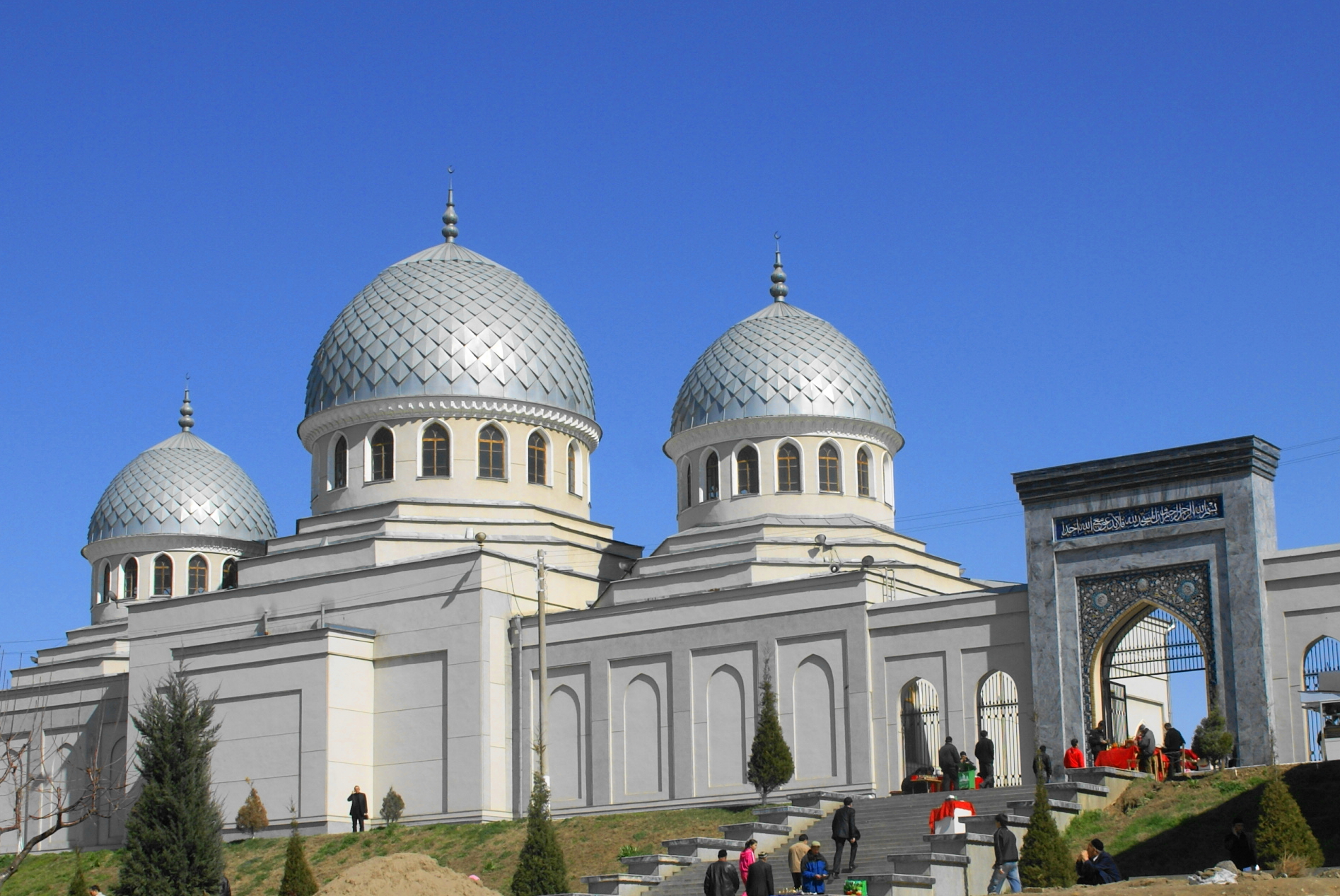
Die Dschuma-Moschee in Taschkent liegt neben der Kukeldash-Medrese und wurde bis 2008 wieder neu errichtet

Die Dschuma-Moschee (oder auch Dzhuma-Moschee, usbekisch Жума Масжиди Juma masjidi) ist eine Moschee in Taschkent. Sie liegt unmittelbar neben der Kukeldasch-Madrasa. Der Bau des ersten Gebäudes der Moschee im Jahre 1451 hat Chodscha Ubaydulloh Ahror (1404–1490) finanziert, die jetzige Moschee wurde 2008 fertiggestellt.

## Geschichte

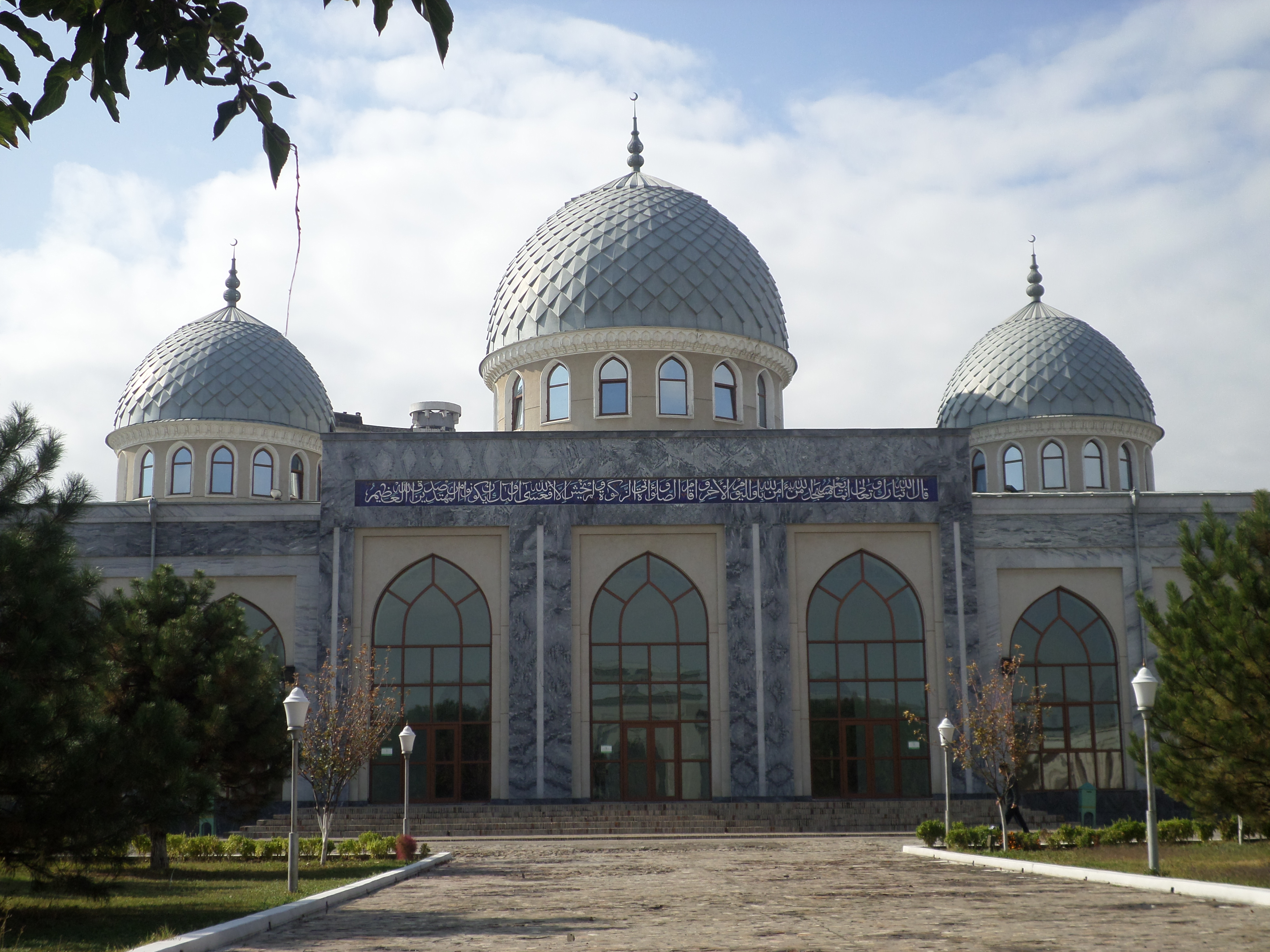
Frontansicht

Chodscha Ubaydulloh Ahror (Ubaidullah Ahrar) wurde auf dem Land in Bogiston neben dem heutigen Stausee Chorvoq geboren. Chodscha Ubaydulloh Ahror ist ein großer Lehrer und Leiter der muslimischen Geistlichen gewesen. Er war ein Nachkomme von Mohammed. Er war noch jung, als er seinen Platz als Leiter des Naqschbandi-Ordens erhielt. Er verbesserte die Doktrin des Ordens wesentlich. Schon in der Mitte des 15. Jahrhunderts war er ein Führer der muslimischen Geistlichen des Timuridenreichs. Weil in der damaligen Zeit Samarkand ein Zentrum der Geistlichen war, musste Chodscha Ubaydulloh Ahror Taschkent verlassen. Aus diesem Grund baute er die Moschee und Medresse, als ein Geschenk für die Einwohner Taschkents. 
Diese Moschee wurde durch das starke Erdbeben im Jahre 1868 zerstört. Dieses Gebäude wurde nach 20 Jahren restauriert. Jedoch führten die russische Eroberung und später der Atheismus der Sowjetzeit zu der Zerstörung der Moschee. Die Ruinen wurden 1997 niedergerissen. Das neue Gebäude wurde an der gleichen Stelle aufgebaut.
Koordinaten: 41° 19′ 25″ N, 69° 14′ 13″ O